# バルト諸国占領

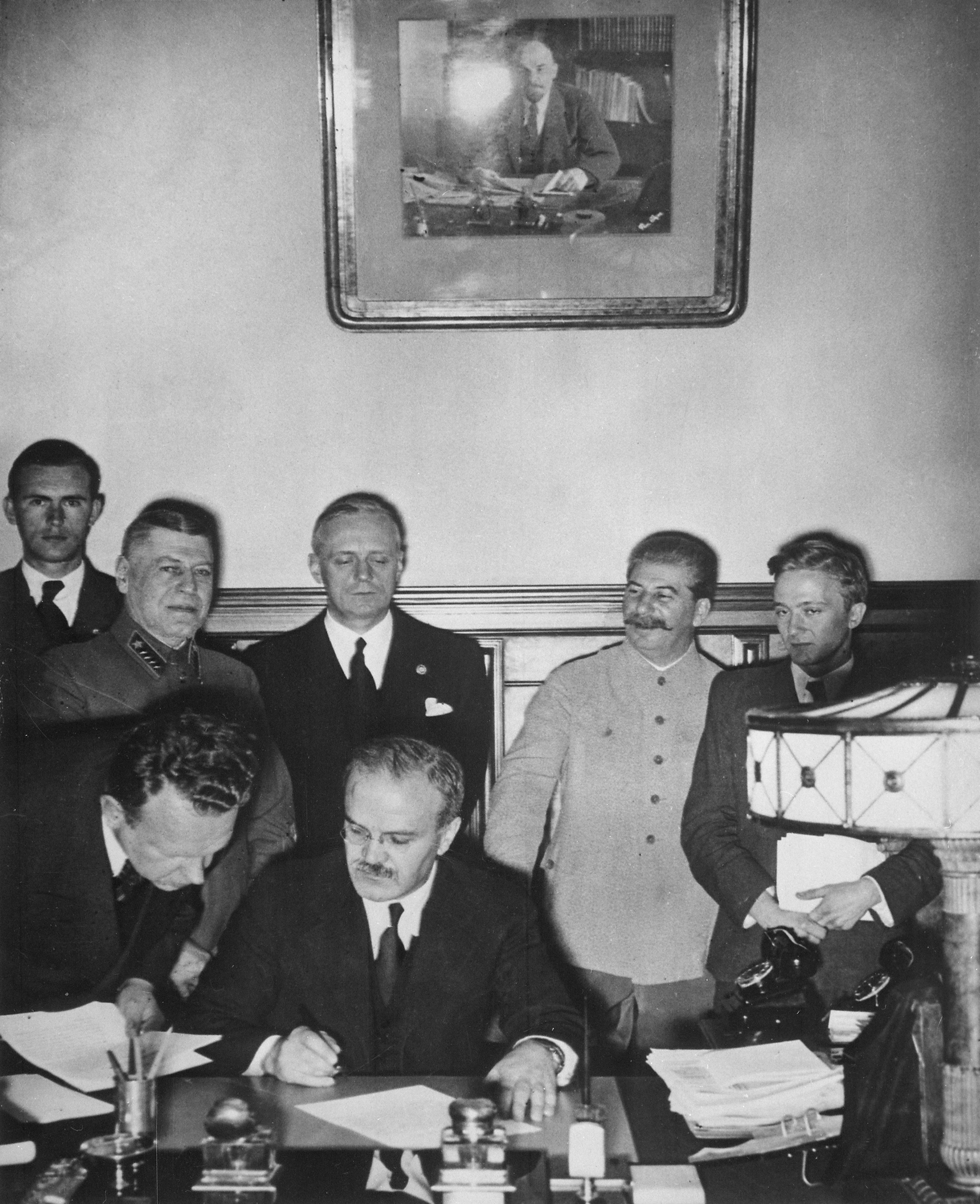
独ソ不可侵条約に調印するソ連外相モロトフ。後列右から2人目はスターリン

バルト諸国占領（バルトしょこくせんりょう）とは、エストニア、ラトビアおよびリトアニアが、初めは1939年のドイツ国とソ連が締結したモロトフ・リッベントロップ条約の条項に基づきソ連によって、続いて1941年から1944年まではドイツによって、さらに1944年から1991年までは再びソ連によって行われた占領のことである。

## 概要
1939年9月、第二次世界大戦が開始された時にはバルト三国の運命は1939年8月の独ソ不可侵条約とその秘密議定書によって既に定まっていた。
バルト三国の第二次世界大戦時の被害はヨーロッパにおける最大のものの1つである。人口の損失はエストニアの25%、ラトビアの30%、リトアニアの15%と見積もられている。戦争と占領において死亡した犠牲者数はエストニアで9万人、ラトビアで18万人およびリトアニアの25万人と推定される。これには1941年のソビエトによる追放、ドイツによる追放、およびホロコーストの犠牲者を含んでいる。
ペレストロイカ期の1989年に始まったソビエト史の再評価で、ソ連は自国とドイツとの間で結ばれた1939年の秘密議定書がバルト三国への侵攻と占領を導いたとして自己批判している。
バルト三国の独立を求めた闘争は1991年に結実し、各国の独立が回復してソ連から離脱した後は、その半年後のソ連の最終的な分裂を加速した。ロシア軍は、1993年8月にバルト三国からの撤退を開始した（初めはリトアニアから）。最後のロシア軍部隊は1994年8月にバルト諸国から撤退している。ロシア政府は1998年8月まで、スクルンダ-1のレーダー基地を借りる契約を結んでいた。最後のロシア軍部隊は1999年10月にスクルンダ-1から撤退している。

## 1939年までの歴史
以前はロシア帝国の領土であったバルト海のフィンランド、エストニア、ラトビアおよびリトアニアの4カ国は第一次世界大戦後、エストニア、ラトビアおよびリトアニアの独立戦争を経て1920年までに各国の国境を確定した（参照:タルトゥ条約、ラトビア・ソビエト・リガ平和条約、ソビエト・リトアニア平和条約 (en)）。
1924年、リトアニア、ラトビアおよびエストニアは、最終的な侵略者に対する相互防衛協定に調印。10年後には、スターリン指導下のソ連は、1944年までこれらのバルト三国を攻撃しないことを誓約した。

## ソビエトによる1939年の最後通告

### 独ソ不可侵条約

独ソ不可侵条約と後の修正に基づくヨーロッパ分割の計画と実際

1939年8月24日早朝、ソビエト連邦とドイツは期間10年の独ソ不可侵条約に調印した。この条約には1945年のドイツ敗戦後になってから初めて明かされる秘密議定書が含まれていた。その条項によるとヨーロッパの北部と東部の国々がドイツとソビエトの「勢力圏」に分割されていた。北部ではフィンランド、エストニア、およびラトビアはソビエトの勢力圏に割り当てられていた。ポーランドについてはナレフ川、ヴィスワ川、サン川の東側地域はソビエト、西側地域はドイツが占領することになっていた。東プロイセンに隣接するリトアニアは当初ドイツの勢力圏となる予定だったが、1939年9月に合意された次の秘密議定書（ドイツ・ソビエト境界友好条約）ではリトアニアの大部分はソ連に割り当てられた。秘密条項により、リトアニアは戦間期にはポーランドに支配されていた、かつての首都ヴィリニュスを取り戻した。

### 第二次世界大戦の開始

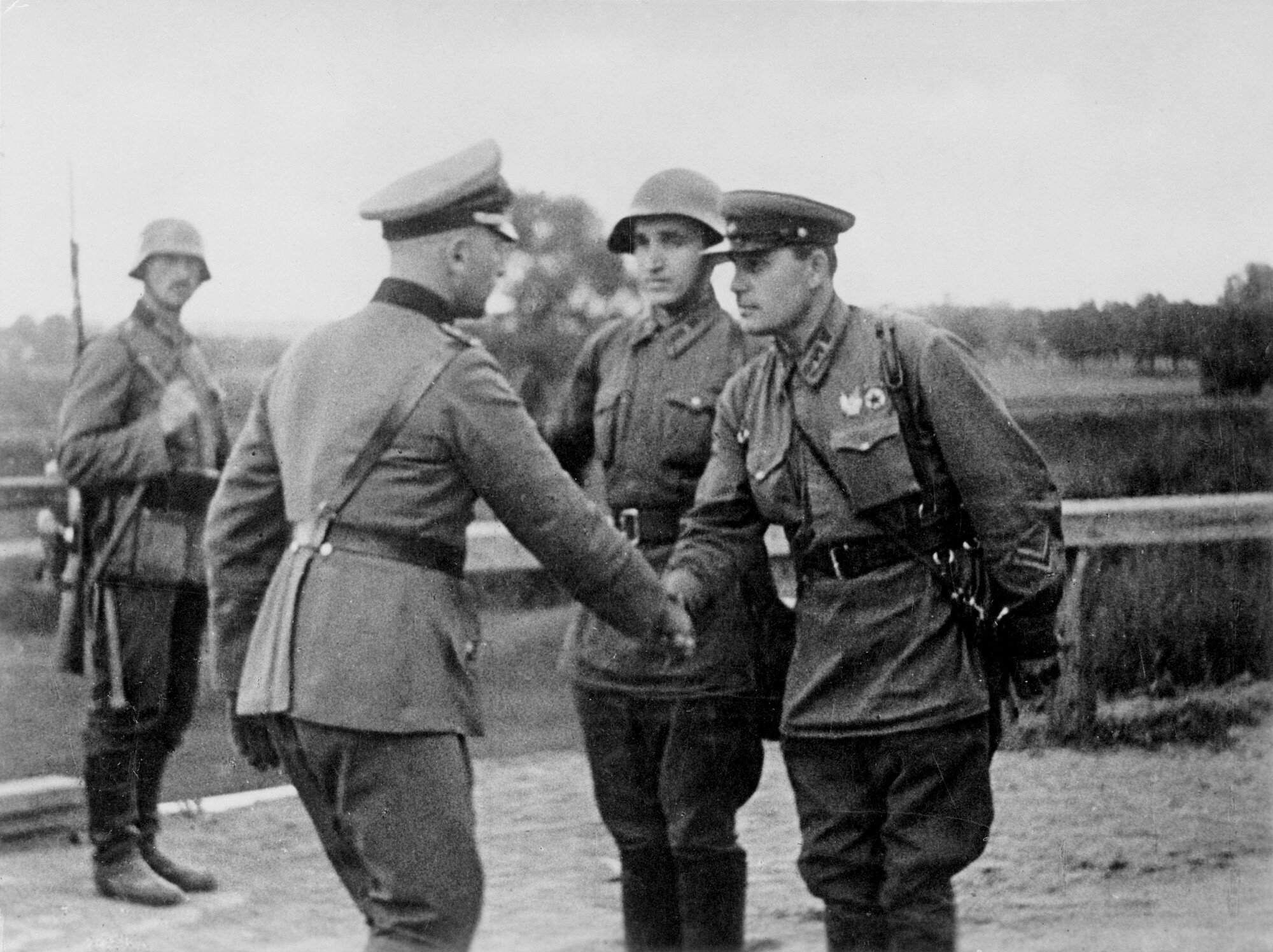
ポーランド侵攻終了、ドイツとソビエトの将校が握手

- 1939年9月1日、ドイツがポーランド侵攻（第二次世界大戦始まり）
- 1939年9月3日、イギリス、フランス、オーストラリア、ニュージーランドがドイツに対して宣戦布告（まやかし戦争）
- 1939年9月4日、フランス・ポーランド軍事同盟更新
- 1939年9月10日、カナダがドイツに対して宣戦布告
- 1939年9月14日、ポーランド潜水艦オジェウがエストニアのタリンに入港
- 1939年9月17日、ソ連がポーランド侵攻。イギリス、フランスは宣戦布告せず
- 1939年9月18日、オジェウ事件が起こる: ポーランド潜水艦オジェウがタリンにおける拘束状態から脱出し、最終的にイギリスに向かう。このことからソ連とドイツがエストニアの中立性を疑う。

### エストニア、ラトビア、リトアニアへの最後通告

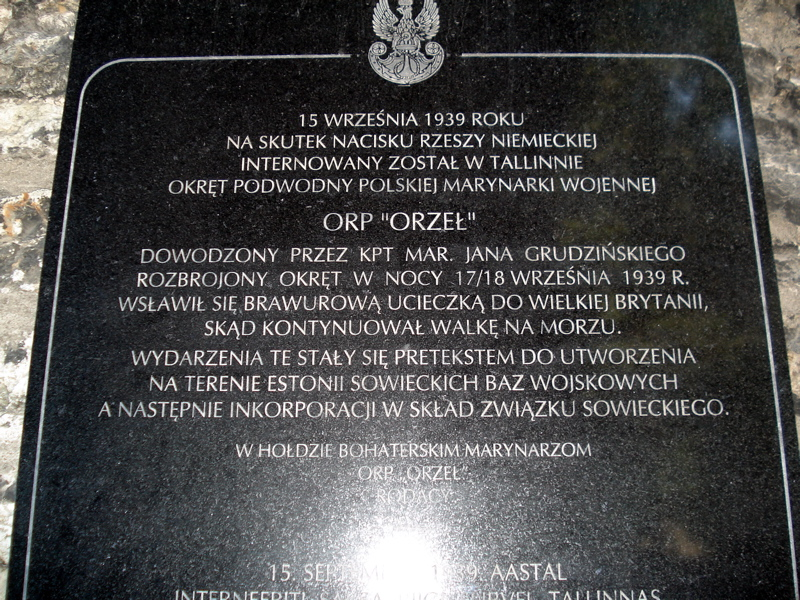
タリンの潜水艦オジェウ記念碑

1939年9月24日、赤軍の海軍軍艦がエストニアの港沖に現れ、ソ連軍爆撃機がタリンとその近郊上空で威嚇飛行を始めた。9月25日、ソ連はバルト三国全ての空域に入り、大規模な情報収集活動を実施。ソ連政府はバルト三国がその領土にソ連の軍事基地建設と部隊の駐留を認めることを要求した。
1939年9月28日、エストニア政府は最後通告を受諾し、関連する協定に調印した。10月5日にラトビアが続き、リトアニアは10月10日に調印した。その協定はヨーロッパの戦争の期間、ソ連がバルト三国の領土にソ連の軍事基地を建設することと1939年10月からエストニアに2万5千人、ラトビアに3万人、リトアニアに2万人の赤軍駐留を認めるものだった。
1939年前半、レニングラード軍管区は既にバルト三国に向けて赤軍の約10%に当る17師団の配備を終えていた。間もなく動員が行われた。1939年9月14日、第8軍がプスコフに派遣され、動員された第7軍はレニングラード軍管区の指揮下に入った。侵攻準備はここまでに完成に近づいていた。9月26日、レニングラード軍管区には「エストニア・ラトビア国境へ部隊の集中の開始と9月29日の作戦終了」が命じられる。その命令では「攻撃開始の時刻については別の命令が発せられる」ことと伝えられる。1939年10月初めまでにソビエトはエストニア・ラトビア国境に全部で以下のような準備を終えていた。
- 兵力 437,325
- 砲撃火器 3,635
- 戦車 3,052
- 装甲車 421
- 車両 21,919[21]

### フィンランド侵攻
ソ連はフィンランドにも同様の協定への調印を要求したがフィンランドは拒否し、1939年11月30日、ソ連はフィンランドに侵攻し、冬戦争が勃発した。この侵攻は国際連盟によって違法なものと判断され、12月14日にソ連を国際連盟から除名する。この戦争は1940年3月13日に終り、フィンランドとソ連はモスクワ平和条約に調印した。フィンランドは首都ヘルシンキに次ぐ第2の都市ヴィープリを含む産業の中心部も併せてカレリアのほとんど全て(全部で領土の10%近く)を譲渡することを強制された。軍隊と残っていた住民は、新しい国境の内側に急いで避難している。フィンランドの全人口の12%に相当した42万2千人のカレリア住民が家を失った。フィンランドはバレンツ海のルイバチー半島（英語:Rybachy Peninsula、フィンランド語:Kalastajasaarento）のフィンランドの領域であったサッラ (Salla) の一部に加えてフィンランド湾のスールサーリなど4つの島も譲渡しなくてはならなかった。最終的にハンコ半島は30年間海軍基地としてソ連に貸与された。1941年6月、フィンランドとソ連は継続戦争で交戦を再開する。

## ソビエトによる侵略と占領（1940年 - 1941年）

### ソビエトによる侵略

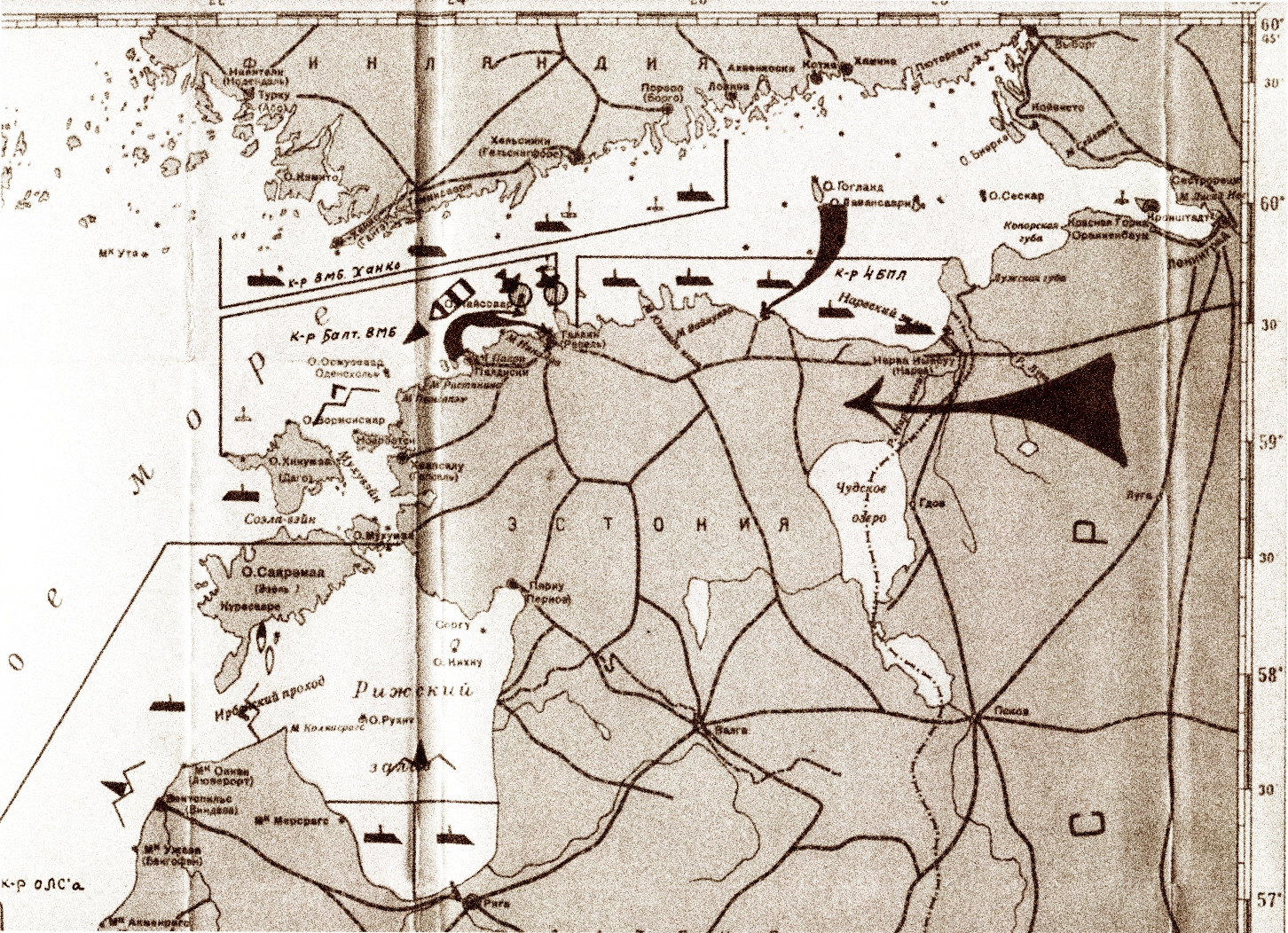
1940年の赤軍によるエストニアとラトビアの封鎖と侵略の概略図(海軍部ロシア国立公文書館)

バルト三国に対してあり得る軍事行動のため配置された赤軍部隊には43万5千人の兵員、約8千の大砲と迫撃砲、3千台以上の戦車、500台以上の装甲車があった。
1940年6月3日、バルト三国を拠点とする全ての赤軍はアレクサンドル・ロクティオノフ (Aleksandr Loktionov) の指揮下に統合されていた。
6月9日、命令02622ss/ovがセミョーン・チモシェンコにより赤軍のレニングラード軍管区に出され、6月12日までに準備されることとして次のことが求められた。a) エストニア、ラトビアおよびリトアニア海軍の船舶の基地と海上のいずれかあるいは両方における捕捉、b) エストニアとラトビアの商船艦隊と他の船舶の捕捉、c) タリンとパルティスキへの侵攻と上陸に対する準備、d) リガ湾閉鎖とフィンランド湾とバルト海のエストニアとラトビアの沿岸の封鎖、e) エストニアとラトビアの政府、軍隊および資産の避難の阻止、f) ラクヴェレへの侵攻に対する海軍による支援の手配、g) エストニアとラトビアの航空機のフィンランドあるいはスウェーデンへの飛行の阻止
1940年6月12日、エストニアの完全な軍事封鎖の命令がソビエトのバルチック艦隊に出される（海軍部ロシア国立公文書館の責任者である歴史学者パーヴェル・ペトロフ (Pavel Petrov) 博士による文書記録の参照より）。
6月13日午前10時40分、赤軍が決められた位置に移動を開始、6月14日午後10時までに終了している。

a) 4隻の潜水艦と海軍の何隻かの小型艦艇がバルト海で所定の位置に着いた。

b) 駆逐艦隊3を含む小艦隊が侵攻を支援する為ナイッサール島の西に位置した。

c) 第一海兵旅団の4大隊が乗船した輸送船「シビル」 (Sibir)、「第二ピャティレトカ」 (2nd Pjatiletka) および「エルトン」 (Elton) はナイッサール島とアエグナ島への上陸と侵攻のための位置に着いた。

d) 輸送船「ドニエステル」 (Dnester) と駆逐艦「ストロゼヴォイ」 (Storozevoi) と「シルノイ」 (Silnoi) は首都タリン侵攻のため数個の部隊を乗艦させて位置に着いた。

e) 第50大隊はクンダ (Kunda) 近くに侵攻するための艦艇の中に位置した。海軍封鎖には全部でソビエト船舶が120隻参加している。それには1隻の巡洋艦、7隻の駆逐艦、17隻の潜水艦が含まれていた。参加した航空機は219機であり、これにはイリユーシンDB-3 (DB-3) 型とツポレフSB型の両爆撃機計84機を持った第8航空旅団と62機の航空機を持った第10旅団が含まれていた。
1940年6月14日、世界の注目がナチス・ドイツによるパリ陥落に集中している間にソビエトによるエストニアの軍事封鎖が実施された。タリン、リガ、ヘルシンキに置かれたアメリカ公使館からの3つの外交文書の包みを運んでいたタリン発ヘルシンキ行のフィンランド旅客機「カレヴァ (Kaleva)」は2機のソ連爆撃機に撃墜されている。アメリカの外務部事務員ヘンリー・W・アンタイル・ジュニア (Henry W. Antheil, Jr.) はその墜落によって死亡した。
6月15日、赤軍はリトアニアに侵攻し、マスレンキ (Masļenki) でラトビア国境守備隊を攻撃する。
1940年6月16日、赤軍は相互援助条約に基づきエストニアとラトビアに進駐を開始。両国内の自由通過権と新政府組織の設立を要求。進駐時に出版されたタイム誌の記事によると、ほんの数日の間に約50万人の赤軍部隊がバルト三国を占領し、それはナチス・ドイツにフランスが降伏するちょうど1週間前のことである。
モロトフはバルト三国のソ連に対する陰謀を非難し、ソビエトが承認する政府の設立を求める最後通告をバルト三国に渡した。侵攻をにおわせ、さらに三国がソ連に対する陰謀を企てることで、もともとの条約に違反したとして告発し、モスクワは最後通告を出している。それはバルト諸国に新しい譲歩を求め、その中には各政府の交代と三国に軍隊がいくらでも入ることを認めさせることが含まれていた。数十万の赤軍が国境を越えてエストニア、ラトビア、リトアニアに入った。この追加された赤軍は各国の軍隊よりかなり多かった。
国際的に孤立し、圧倒的な赤軍が国境と国内の両方にいる状態の中で、バルト三国の政府は積極的な抵抗を行わず、勝ち目のない戦争における流血を避けることが彼らの利益であると決定する。バルト三国の占領は赤軍の支援を得た共産主義者によって各国に起こされたクーデターによって達成された。
エストニア国防軍とエストニア防衛連盟の大部分は抵抗が無益であると信じるエストニア政府の命令に従い降伏し、赤軍に武装解除された。1940年6月21日、タリンのラウア (Raua) 通りに駐屯していたエストニア通信大隊のみが赤軍および「人民の自衛」と呼ばれる共産民兵に抵抗を示している。赤軍が6台の装甲戦闘車両を含めた増援をつぎ込み、闘いは日没までの数時間続いた。結局軍事的抵抗は交渉で終了し、通信大隊は降伏し、武装解除される。エストニア軍人アレクセイ・ミャンニクス (Aleksei Männikus) とヨハンネス・マンドレ (Johannes Mandre) の2人が死亡、エストニア側の負傷者は数人、ソビエト側では約10名が死亡し、それ以上の負傷者が出ている。戦いに参加したソビエト民兵は、ニコライ・ステプロフ (Nikolai Stepulov) に率いられていた。

### ソビエトの恐怖
ソビエトは圧制に加えて大規模な国外追放を実施した。イワン・セーロフ将軍が署名した「エストニア、ラトビアおよびリトアニアから反ソビエト分子をロシアに追放する手続き」(セーロフ文書) はバルト三国の人々の国外追放を監督するための手順と規約の詳細な説明を含んでいる。
赤軍による制圧直後から、地元の共産主義支援者およびロシアから入った者達の指導で、三国全ての大統領と政府の辞任が強制され、彼らのかわりに完全に共産主義者からなる「人民の政府」に変えられた。これらの作業を監督・指導するため、スターリンの側近のうち、アンドレイ・ジダーノフがエストニアへ、アンドレイ・ヴィシンスキーがラトビアへ、ウラジーミル・デカノゾフがリトアニアへそれぞれ派遣された。
翌7月にはソ連に忠実な地元の共産主義者によって仕組まれた議会選挙を実施。共産主義者と彼らの同盟者のみ参加が認められた。選挙結果は完全な捏造で、ソビエト報道部は投票の終了する24時間以上前にロンドン紙にその結果を付けて選挙を取り上げている。選挙の結果、バルト三国全ての議会で共産主義者が多数派となり、全く寝耳に水の話に対する人々の抗議を押し切って、8月に開かれたバルト三国の議会ではソ連への併合を求める動議が提出され、いずれの国でもその動議が可決された。その後、バルト三国は「ソビエト連邦への加盟」を申請し、ソビエト連邦最高会議がこれを「受け入れ」、正式にバルト三国を併合した。
共産党に投票してパスポートに検印を押してもらうことが出来なかった人々は、後頭部を撃たれた。公共の裁判所も、「人民に対する反逆者」、つまり「政治的義務」であった彼らの国をソ連に入れる投票ができなかった人々を罰するために設立された。
選挙直後、イワン・セーロフ指揮下のNKVD部隊は1万5千人以上の「敵対的分子」とかれらの家族を逮捕している。ソビエト占領の最初の年、つまり1940年6月から1941年6月までの間における確認された処刑、徴兵あるいは国外追放された数は少なくとも12万4千467人と推定され、内訳はエストニアで5万9千732人、ラトビアで3万4千250人、リトアニアで3万485人である。これにはエストニアの8人の前国家元首と38人の大臣、ラトビアの3人の前国家元首と15人の大臣、リトアニアの大統領、5人の首相と24人の他の大臣が含まれる。最後の大規模な作業が1941年6月27日から28日の夜に予定されていた。それは1941年6月22日、ドイツがソ連に侵攻したバルバロッサ作戦が行われた時に戦後まで延期される。歴史家ロバート・コンクエストによれば、バルト三国からの選択されての国外追放は、「カティンの森事件の動機として後には明らかだったように」、政治的および社会的エリートを除くことによる国の「指導層の除去」という政策の典型である。

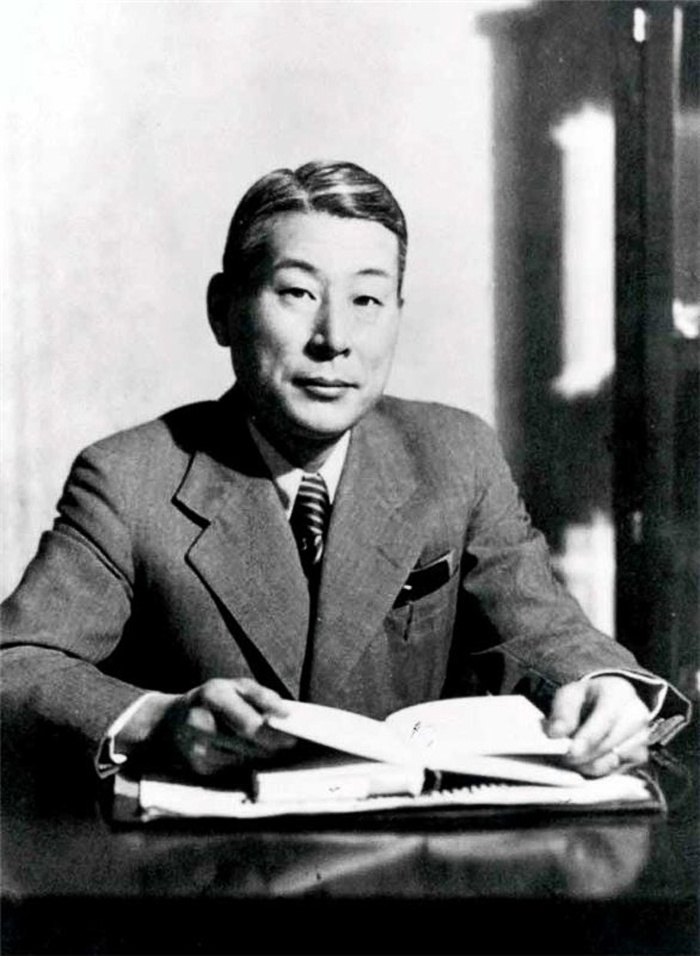
外交官時代の杉原千畝

この時期、リトアニアのカウナスには日本領事館領事代理として杉原千畝が駐在していた。ソ連からはリトアニア併合に伴う日本領事館の閉鎖通告が伝えられ、杉原はソ連政府と日本政府からの再三の退去命令を受けながらも、ドイツのユダヤ人に対する迫害政策から逃れようとしてドイツ占領下のポーランドからリトアニアに逃亡してきた多くのユダヤ人に対し、1940年7月から彼自身がリトアニアを離れる同年9月にかけて大量のビザを発給している。
1940年7月から8月にかけて、エストニア、ラトビア、リトアニアの使節は、アメリカとイギリスに対し、ソビエトによる彼らの国々の占領と併合について正式に抗議を行った。アメリカはスチムソン・ドクトリンの原則に沿い（サムナー・ウェルズの1940年7月23日の宣言）、他のほとんどの西側諸国と同様、併合を決して正式に承認しなかったが、ソビエトの統治に直接的な干渉を行わなかった。バルト三国は国際法に基づいて法的（デ・ジュリ）に存在を続けた。バルト三国の外交および領事の代表は1940年から1991年の間いくつかの西欧諸国（アメリカ、オーストラリア、スイス）でその役目を果している。
バルト三国が独立を回復するまでの1940年から1991年までの期間、西欧諸国においてエストニア、ラトビア、リトアニアの外交担当者は、それぞれの国の正式な意見をまとめ、発表することを継続し、各国の利権と各国の市民を保護した。
バルト三国の事件は単独のものではなかった。独ソ両国はフィンランドとスカンディナヴィア半島にその中立あるいは主権を侵害する居留地を要求した。ドイツはノルウェーでの戦闘中、スウェーデンに圧力をかけてノルウェーと南スウェーデンの港との間で物資と人を輸送する権利を認めさせようとし、これはノルウェーの敗退後に達成される。その直後、ソ連はフィンランドに圧力をかけハンコ海軍基地とソ連国境間の輸送の権利を要求し始め、ペツァモ（Petsamo、現ロシア領ペチェングスキー地区）のニッケル鉱山の支配権とともにモスクワ平和条約の中のフィンランドの譲歩として達成された。
8月、フィンランドは1930年代半ばからのイデオロギーの違いに起因してナチス・ドイツとは冷めた関係だったが、ソ連との冬戦争によってナチス・ドイツ側とはっきり示され、ドイツとの関係を発展させる外交努力の中でドイツ軍の部隊に北ノルウェーとボスニア湾の港との往来の権利を認めた。フィンランドはソビエト占領に対抗する唯一の望みに見られるようになったドイツとの政治的な接触を続けている。9月、フィンランドとソ連は、ハンコを経由地として使用することについて合意した。1940年11月、ソビエト外務人民委員（ヴャチェスラフ・モロトフ）はフィンランド侵略のためドイツに承認と消極的支援を求めが、ヒトラーはフィンランドは近づくソ連への侵攻における潜在的な同盟国と見ていたため断っている。間接的なドイツの支援がフィンランドに交渉の終了を許すまではペツァモ鉱山についての交渉は数カ月の間進展がなかった。

## ナチス・ドイツによる占領（1941年 - 1944年）

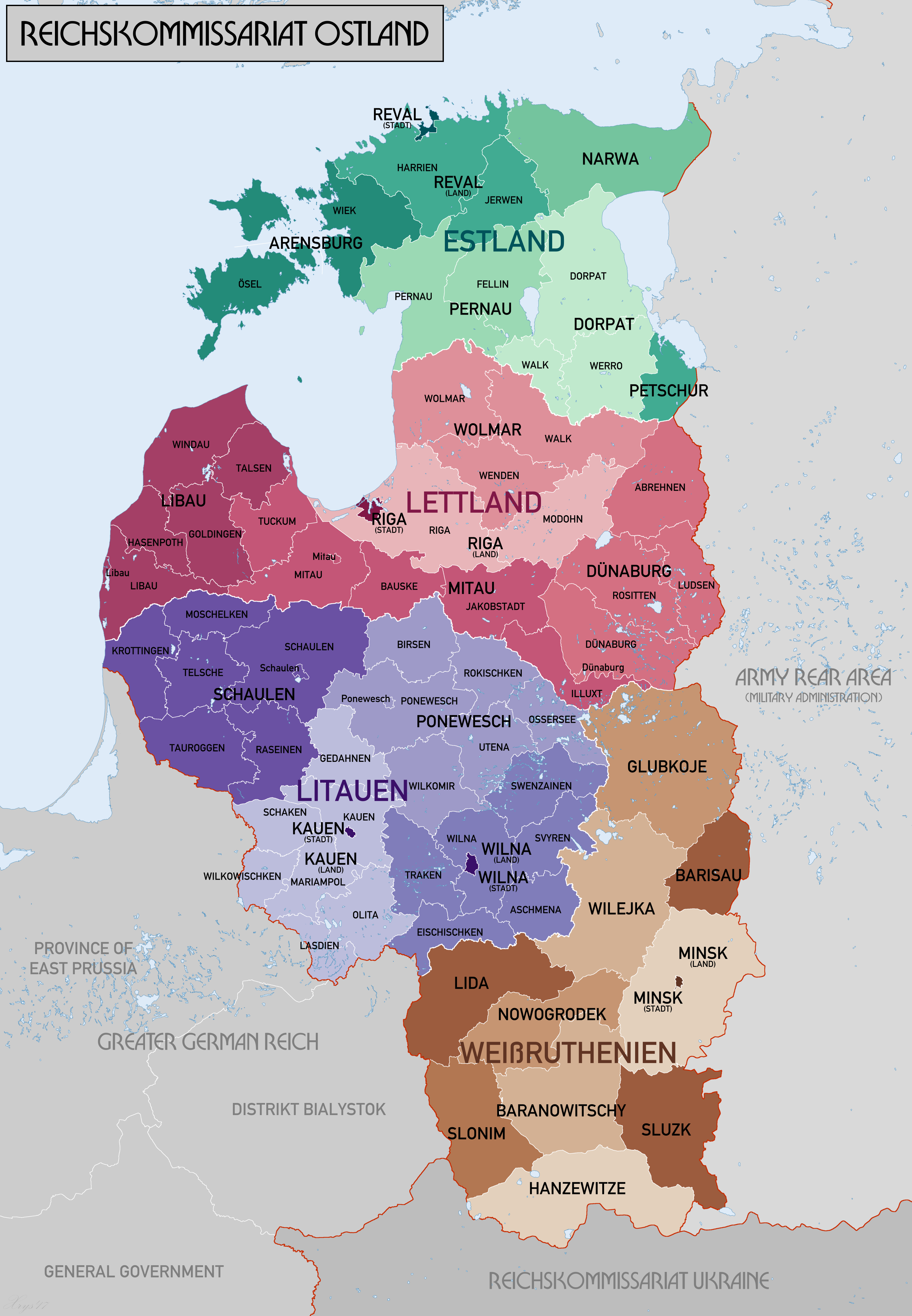
東方占領地域(Reichskommissariat Ostland)行政図 : 上からEstland（エストラント）がエストニア、Lettland（レットラント）がラトビア、Litauen（リタウエン）がリトアニア、Weissruthenien（ヴァイスルテニエン）がベラルーシに相当する

バルバロッサ作戦におけるソビエトへの侵攻の後、ドイツはバルト諸国地域を占領した。最初リトアニア人、ラトビア人およびエストニア人は、ドイツがソビエトの支配から彼らを解放するものであると考えた。リトアニアでは戦争の初日に反乱が起こり、独立臨時政府が設立された。ドイツ軍がリガとタリンに近づくにつれ、国民政府を再建しようとする試みがなされた。ドイツがバルト三国の独立を回復することが望まれた。そのような政治的願望はすぐ失われ、バルト三国の協力は率直さを欠くようになったり、あるいは全く停止された。ドイツがバルト三国(1939年に第三帝国に取り戻されたクライペダ地方を除き)とベラルーシの大部分を東方占領地域(Reichskommissariat Ostland)と呼ばれる四つの国権をドイツの管理の下に統治する植民地に変更するに従ってナチ体制に反対する地方住民の割合は増えている。ドイツのナチ政治家ヒンリヒ・ローゼがソビエトによる再占領まで、その植民地の監督官であった。
この地域におけるドイツの方針は厳しく、地元住民を服従させ、ホロコーストに巻き込んだ。東側で征服した領土の植民地化のためのナチの計画の1つは東部総合計画と呼ばれ、ドイツの勝利の場合にはバルト三国の領域から地元住民の約3分の2に及ぶ大規模な国外追放を求めていた。
戦争末期、ドイツの敗色が濃厚になってくると、多くのリトアニア人、ラトビア人およびエストニア人は再度ドイツに加担した。彼らはそのような戦争に関わることで、バルト三国がソ連から独立を得るための西側諸国の支援を呼び込むことができるようになることを望んだ。ラトビアでは1943年8月13日、地下組織としてのラトビア国家主義者中央会議が成立した。1943年11月25日、類似の組織としてリトアニア解放最高委員会が誕生。1944年3月23日にはエストニア共和国の地下国民委員会が設立された。エストニアは国として東方占領地域(Reichskommissariat Ostland)のドイツ行政区に組み込まれた。ナチスに味方する気持がない数千のエストニア人はソ連と戦うためにフィンランド軍に加わっている。フィンランド陸軍第200歩兵連隊(Finnish Infantry Regiment 200)はフィンランド国内のエストニア人志願兵で編成され、世間では「フィンランド・ボーイズ」（エストニア語: soomepoisid）として知られた。1944年1月にはロシアの前線は以前のエストニア国境近くまで進んでいた。ナルヴァから退避が行われた。1940年にソ連によってエストニア共和国が併合される前の同国憲法に従えば最後の合法的首相だったユーリ・ウルオツはエストニア共和国の地下国民委員会の長となり、1904年から1923年までに生れた健康な男性に兵役に応ずるよう懇願するラジオ演説を行った（その前にはウルオツはエストニア人の動員に反対していた）。この呼び掛けは国中からの支持を得て、3万8千人の志願兵で受付は混雑した。ソビエトの進軍に対してエストニアを守る任務に従事するため新規に編成された領土防衛軍(Territorial Defense Force)に加わるためにフィンランド軍に加わっていた数千のエストニア人はフィンランド湾を渡り帰国している。1943年および1944年には、赤軍と戦うために主に徴兵によって集められたラトビア人からなる武装親衛隊の2師団 (Latvian Legion) が編成された。ナルヴァの戦いはエストニア人に自国のための戦いであると認められ、1939年にあった事件に対する屈辱の気持を和らげるものであった。北東部国境におけるドイツの長い防衛陣はソビエトのエストニア国内への短期突破を防ぎ、このことはエストニアの地下国民委員会にエストニアの独立回復を試みる十分な時間をもたらした。1944年8月1日、エストニア国民委員会は、それ自体をエストニアの最高権威と宣言し、さらに1944年9月18日、代理元首ユーリ・ウルオツはオットー・ティーフを指導者とする新しい政府を定めた。英語によるラジオ放送によりエストニア政府は戦争における中立を宣言した。その政府は官報を2回発行している。9月21日、国民軍がタリンの政府庁舎を占拠し、ドイツ軍に退去を命令した。エストニアの旗はタリンの最も高い塔 (Pikk Hermann) のポールに掲げられたが4日後にはソビエトによって取り除かれている。エストニア亡命政府は1992年までエストニア国家の継続を将来に渡すために活動し、その時国家元首の任にあった最後の首相であるハインリヒ・マルク (Heinrich Mark) が彼の信任状を後任のレナルト・メリ大統領に渡した。ラトビアとリトアニアはアメリカとイギリスの大使館を拠点として亡命状態の中、存在を続けた。

### ホロコースト

#### エストニア
エストニアでは戦前の約4,300人のユダヤ人の内、ナチの侵攻までに963人が迫害されている。およそ500人と推定されるユダヤ人がソビエトによって他のエストニア人とともにシベリアに国外追放された。ナチの占領期間には約1万人と推定されるユダヤ人がエストニアで殺されたが、彼らは予め東欧の別の地域からエストニアのキャンプに追放されていた。人道に対する罪について7人のエストニア人、ラルフ・ゲレッツ (Ralf Gerrets)、アイン＝アーヴィン・メレ (Ain-Ervin Mere)、ヤーン・ヴィーク (Jaan Viik)、ユハン・ユリステ (Juhan Jüriste)、カール・リンナス (Karl Linnas)、アレクサンダー・ラーク (Aleksander Laak) およびアーヴィン・ヴィクス (Ervin Viks) の裁判が行われた。エストニアの独立回復以後、人道に対する罪を対象とするエストニアの国際調査委員会が設立されている。

#### ラトビア
ユダヤ人社会はソビエトによる大規模な国外追放でその多くの市民的および政治的指導層を失い、重大な悪影響を受けていた。比率ではユダヤ人は他のどの民族より多く国外追放の犠牲になっている。ユダヤ人は指導層を奪われ、ナチの脅威に対応するには準備不足であった。
ドイツ当局の設立後、ユダヤ人とジプシー（ロマ）の人口削減の手順が開始され、リガのルンブラで多くの殺人が行われた。悪名高いアライス・コマンドーに所属する500人から1500人と保安諜報部に所属の2千人以上を含めたドイツ側に協力するラトビア人とともにアインザッツグルッペ・A、ドイツ国防軍およびリエパーヤの場合は海兵隊によってその殺人が行われた。アライス・コマンドーのみで約2万6千人のユダヤ人を殺害した。1941年末までにユダヤ人全体のほとんどが殺されるか絶滅収容所に収容されている。その上、約2万5千人のユダヤ人がドイツ、オーストリアおよび現代のチェコ共和国から連れてこられ、その内の約2万人が殺された。ラトビアではホロコーストが約8万5千の人命を奪っている。

#### リトアニア

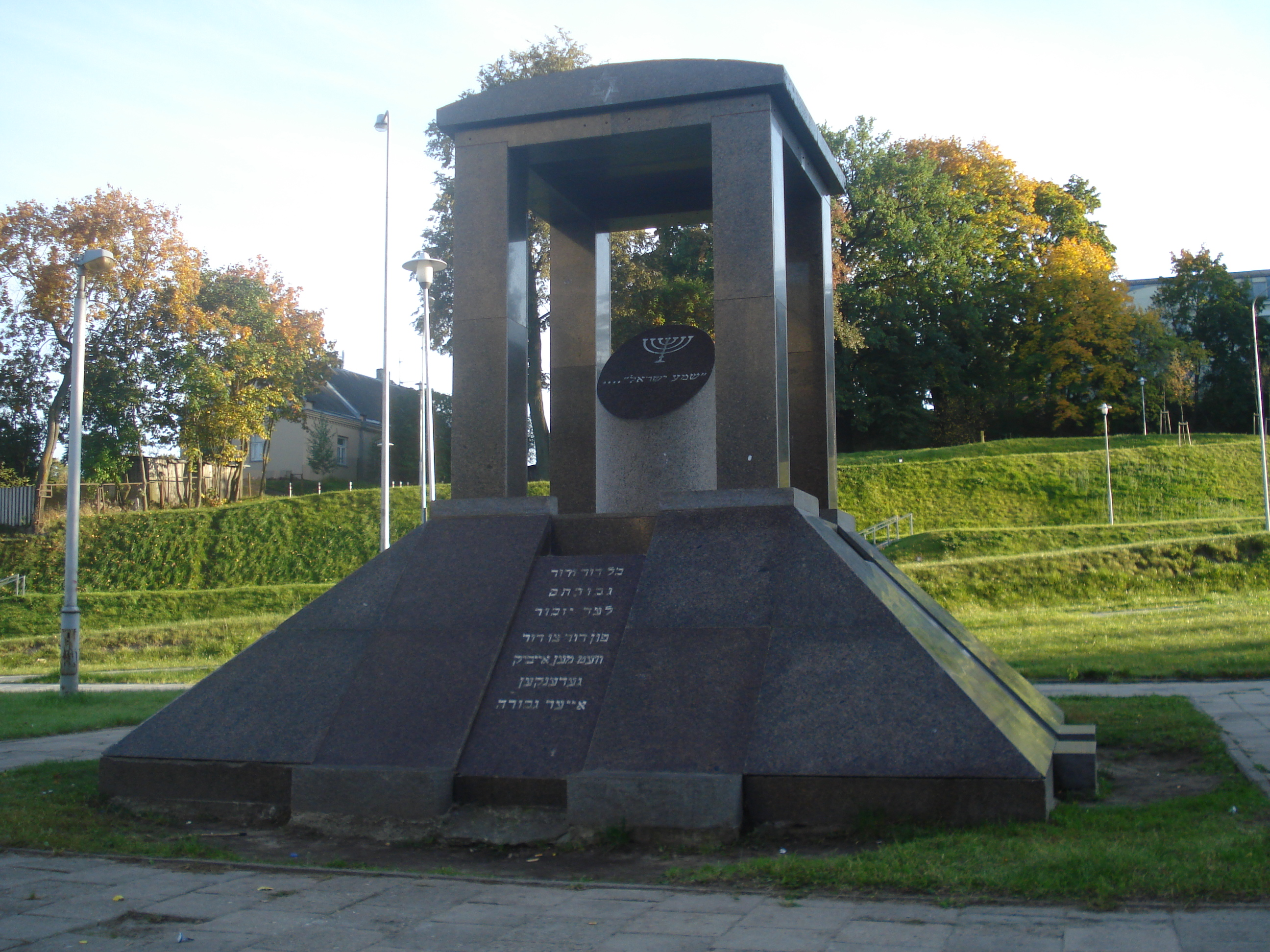
ヴィリニュスのHKP 強制労働収容所敷地近くにあるホロコースト記念碑

ホロコーストの前には、リトアニアには16万人のユダヤ人が住み、ヴィルナのガオン (Gaon of Vilna) の時代からユダヤ人の神学、哲学および学問の最大の中心地の1つであった。1941年までに、その大部分がポーランドからだった難民が国内のユダヤ人の人口を25万人に増加させていた。
1941年6月のバルバロッサ作戦の開始により、1940年に結成されたリトアニア地下政府は後にソ連で見せしめ裁判後に処刑されるその主要メンバーが前日にソビエトに逮捕されたにもかかわらず、ドイツのソ連に対する宣戦布告と同時の反乱の中でリトアニアの独立を一時的に回復させている。ナチによるリトアニアの占領が成ると間もなくその政府の解散が強制された。
6月下旬、フランツ・ヴァルター・シュターレッカー指揮下のドイツのアインザッツグルッペ・Aの分遣隊がリトアニア領内について活動を開始した。いくつかの場所でシュターレッカーの要員はユダヤ人全体に対するポグロム（いわゆるSelbstreinigungsaktionen）を奨励しようとした。シュターレッカーの1941年10月15日のまとめられた報告には、このことに対して予想しなかった困難をどのように最初体験したかという記述に失意が表れている。それでも自発的なリトアニア人 (Ypatingasis būrys) の助けと共にドイツはユダヤ人の大規模な銃殺の開始が可能だった。ドイツの文書によると1941年6月25日から26日の間、「約1,500人のユダヤ人はリトアニア人の協力者によって抹殺されている。多くのユダヤ人教会は火を放たれ、続いて夜にはさらに2,300人が殺された。」1941年11月までパネリアイのような場所で多くのユダヤ人が殺害されている（パネリアイの虐殺）。生き残っていた4万人のユダヤ人はヴィリニュス、カウナス、シャウレイ、およびシュヴェンチョニースのゲットーと強制収容所に集められ、そこで飢餓あるいは病気で多くの人々が死んでいる。1943年、ゲットーはドイツによって取り壊されるか、強制収容所に変えられ、5,000人のユダヤ人は絶滅収容所に移された。
1941年から1942年までにあった最初に殺害が集中した期間、ロマ、共産主義活動家と疑われたもの、および精神障害者も対象とされている。さらにドイツ当局による意図的な放置のため、ドイツの監禁の中でソビエトの捕虜の多数が死んだ。
戦後、リトアニアのユダヤ人の10%から15%が生き残ったが、その多くは1941年のドイツの侵攻の期間にソ連側に脱出したことによる。リトアニアにおけるユダヤ人の大量虐殺率は、95%から97%とヨーロッパで最も高かった。これには顕著な例外はほとんどなく、リトアニア社会の全ての階層でリトアニア人の広範囲にわたって占領者ドイツに行われた協力が主な原因である。
ユダヤ人は以前のソ連体制を支援したと広く信じられていた。反ユダヤの姿勢は、リトアニアの民族主義の中で反ソビエト感情として強められ、既存の伝統的な反ユダヤ主義を際立たせた。

## ソビエトによる再占領（1944年 - 1991年）

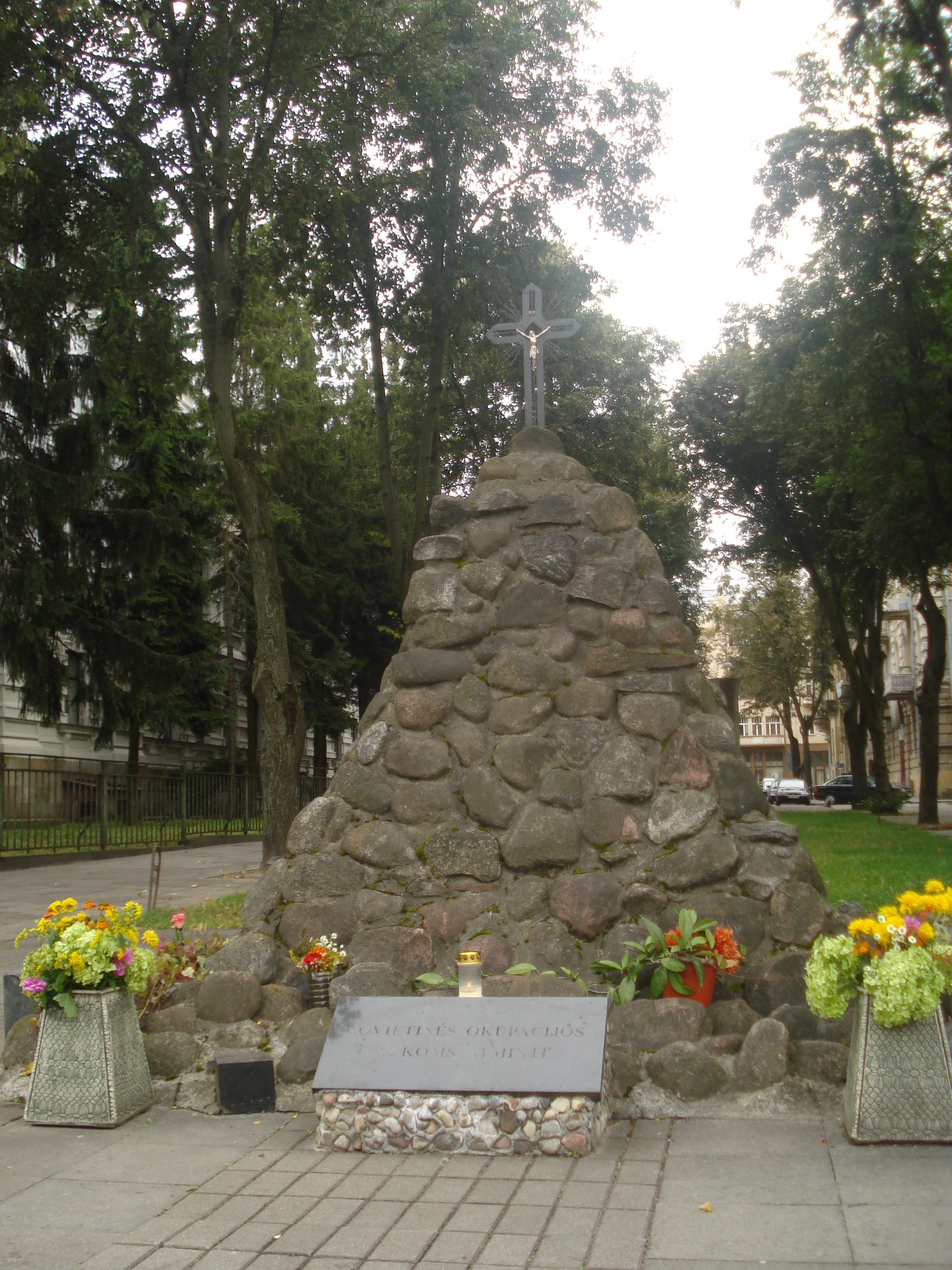
ヴィリニュスにあるソビエト占領によるリトアニア人犠牲者の記念碑

1944年の夏から秋にかけて開始され、1945年5月のクールラント・ポケットにおけるドイツとラトビア軍の降伏まで続いたドイツ軍を敗走させるための軍事的かつ政治的であり、「ソビエト・バルト民族の解放」であったソ連のバルト海攻勢の作戦の一部としてバルト諸国を再占領し、そしてソ連に徐々に吸収した。1949年1月12日、ソビエト大臣会議は、「すべての富農と彼らの家族、盗賊あるいは国家主義者の家族」とその他の人々をバルト三国から「国外追放」する命令を出した。1940年から1953年にかけて20万人以上の人々がバルト三国から国外追放されたと推定されている。その上、少なくとも7万5千人はグラグに送られた。バルト三国の大人の人口の10%が国外追放されるか強制収容所に送られている。
なお、この期間の迫害は主に被迫害者の社会的・経済的地位を理由に行われたものであり、ロシア帝国時代またはそれ以前よりこの地に居住していた多くのロシア人も共に迫害されている。
第二次世界大戦後、ソ連にバルト三国をより一層統合するためのゴールの一部としてバルト三国における大規模な追放が完了し、その他のソ連地域からバルト三国へ移民を奨励する政策が続けられた。
1989年7月、東ドイツにおける劇的な出来事に続き、バルト三国の最高会議は「主権の宣言」を採択し、ソ連の法律の上に彼ら自身の法律が優先されることを主張するために憲法を修正した。独立賛成派Popular Frontsからの候補は、1990年の民主選挙による最高会議で多数派となる。最高会議は完全独立を回復するという彼らの意思を宣言。ソビエトの政治的および軍事的勢力によるバルト三国の政府転覆の試みは失敗する。1991年、バルト三国は事実上の独立を主張した。続いてソ連を含めた国際的な承認が行われている。ソ連の強い影響下にあったバルト三国の併合を決して承認しなかったアメリカはバルト三国の共和国と完全な外交関係を回復した。

## 歴史的考慮
北欧では第二次世界大戦中、小国の運命にはかなり異なる変化があった。スウェーデンはいくらかの譲歩を余儀なくされたが、外交政策と軍事力によって戦争の圏外にとどまることができた。デンマークとノルウェーはドイツに占領されたが、戦後は両国とも民主主義国に戻った。
エストニア、ラトビアおよびリトアニアは、ソ連に再び占領・併合され、1991年のソビエト・クーデターの余波で半世紀後にようやく独立を回復した。フィンランドは地理的にスウェーデンより不利な位置にあり、2つの戦争（冬戦争と継続戦争）によって領土の一部を喪失し、さらにソ連の圧力に屈して自国の外交政策を変更しなければならなかった（フィンランド化）が、第二次世界大戦後も国家の独立と資本主義、民主主義政治体制を維持した（ノルディックバランス）。

### 併合と占領の承認と承認拒絶
大多数の国々は法的（デ・ジュリ）にはバルト三国併合の承認を拒否し、エストニア・ソビエト社会主義共和国、ラトビア・ソビエト社会主義共和国およびリトアニア・ソビエト社会主義共和国のソビエト政府を事実上（デ・ファクト）のものとして承認するのみか、あるいはそれも行わなかった。それらの国々は旧政府の名で活動を続けていたバルト三国の外交官と領事を承認した。これらの老練な外交官はバルト三国の最終的な独立回復の時まで、この異常な状況の中で存在し続けた。

#### 「法的」承認を行わなかった国
1960年8月8日の調査に基づく、ソ連のバルト諸国併合を法的に承認しない国：
- アフガニスタン - バルト諸国代表とは公式関係はなく、不承認の政策の最終決定はない。
- オーストラリア - バルト諸国代表とは準公式関係、法的（デ・ジュリ）にはホイットラム政府により1974年7月から1975年12月までの17カ月承認している。
- カナダ - バルト諸国代表とは準公式関係。事実上（デ・ファクト）の承認がなされ、法的には拒否した[91]。
- ベルギー - 不承認の政策の最終決定はなく、バルト諸国代表とは公式関係はなく、法的にも事実上も承認していない[87]。
- ブラジル - バルト諸国代表との公式関係
- チリ - ソ連との外交関係はない。
- 中国 - [92]
- コスタリカ - ソ連との外交関係はない。
- コロンビア - バルト諸国代表とのいくらかの関係が持たれ、不承認の政策の最終決定はない。
- キューバ - バルト諸国代表とのいくらかの関係が持たれ、不承認の政策の最終決定はない。
- デンマーク - バルト諸国代表とのいくらかの関係が持たれ、不承認の政策の最終決定はない。
- ドミニカ共和国 - ソ連との外交関係はない。
- エクアドル - ソ連との外交関係はない。
- エチオピア -  公式関係はなく、不承認の政策の最終決定はない。
- ドイツ - バルト諸国のパスポート承認、不承認の政策の最終決定はなく、法的にも事実上も承認していない[87]。
- フィンランド - 公式関係はなく、不承認の政策の最終決定はない。
- フランス - 準公式関係を維持、不承認の政策の最終決定はない。
- アイスランド - 公式外交関係はない。
- ギリシャ - 公式関係はなく、不承認の政策の最終決定はない。
- イラン- バルト諸国代表とは公式関係はない。
- アイルランド - 公式関係はなく、法的にも事実上も承認していない[87]。
- イタリア - 事実上の承認がなされた[87]。
- リベリア - ソ連との外交関係はない。
- ルクセンブルク - 公式外交関係はない。
- メキシコ - バルト諸国代表とは準公式関係、不承認の政策の最終決定はない。
- オランダ - Visa de courtoisieをバルト諸国代表に認めた、不承認の政策の最終決定はない。
- ニカラグア - ソ連との外交関係はない。
- ノルウェー - 公式関係はなく、不承認の政策の最終決定はない。
- ポルトガル - ソ連との外交関係はない, 法的にも事実上も承認していない[87]。
- ペルー - ソ連との外交関係はない。
- パラグアイ - ソ連との外交関係はない。
- スペイン - 準公式関係を維持、1977年までソ連との外交関係がなく、法的にも事実上も承認していない[87]。
- スイス - いくらかの関係が維持され、バルト諸国の資産の受託、不承認の政策の最終決定はない。
- 中華民国（台湾） - ソ連との外交関係はない。
- トルコ - 公式関係はなく、不承認の政策の最終決定はない。
- イギリス - 準公式の外交関係を維持、事実上の承認がなされた[87]。
- アメリカ合衆国 - 公式の外交関係を維持、法的にも事実上も承認していない[87]。
- 南アフリカ連邦 - 公式の関係はない。
- ウルグアイ -  公式の外交関係を維持。
- バチカン - 公式の外交関係を維持、法的にも事実上も承認していない[87]。
- ベネズエラ - ソ連との外交関係はない。

#### 「法的」承認を行った国
1960年8月8日の調査に基づく、ソ連のバルト諸国併合とバルト諸国の統治を法的（デ・ジュリ）に承認した国：
- オーストリア - 法的承認を示唆、バルト諸国のパスポートを認めず。
- アルゼンチン - 法的承認を示唆、バルト諸国のパスポートを認めず。
- ボリビア
- 日本
- スウェーデン - スウェーデンは、3万人以上のバルト諸国の難民を移住させるために、避難所、食糧、医療扶助と財政援助を提供した。同国はソ連側のバルト諸国大使館と保全のためにスウェーデンに持ち込まれた銀行資産に事業を引き継がせ、1946年にはドイツ軍に徴兵されたバルト諸国の軍人を追放した[93]。バルト諸国が独立を回復後、スウェーデンはエストニアから預かっていた2,908キログラムの金とリトアニアから預かっていた1,250キログラムの金を償還した(1992年において4720万ドル)[94]。

以前の「法的」承認:
- ナチス・ドイツ -  モスクワで相互の国境に関するドイツ・ソビエトの条約が結ばれた1941年1月10日、法的な承認を行った。

### 戦時の利己主義

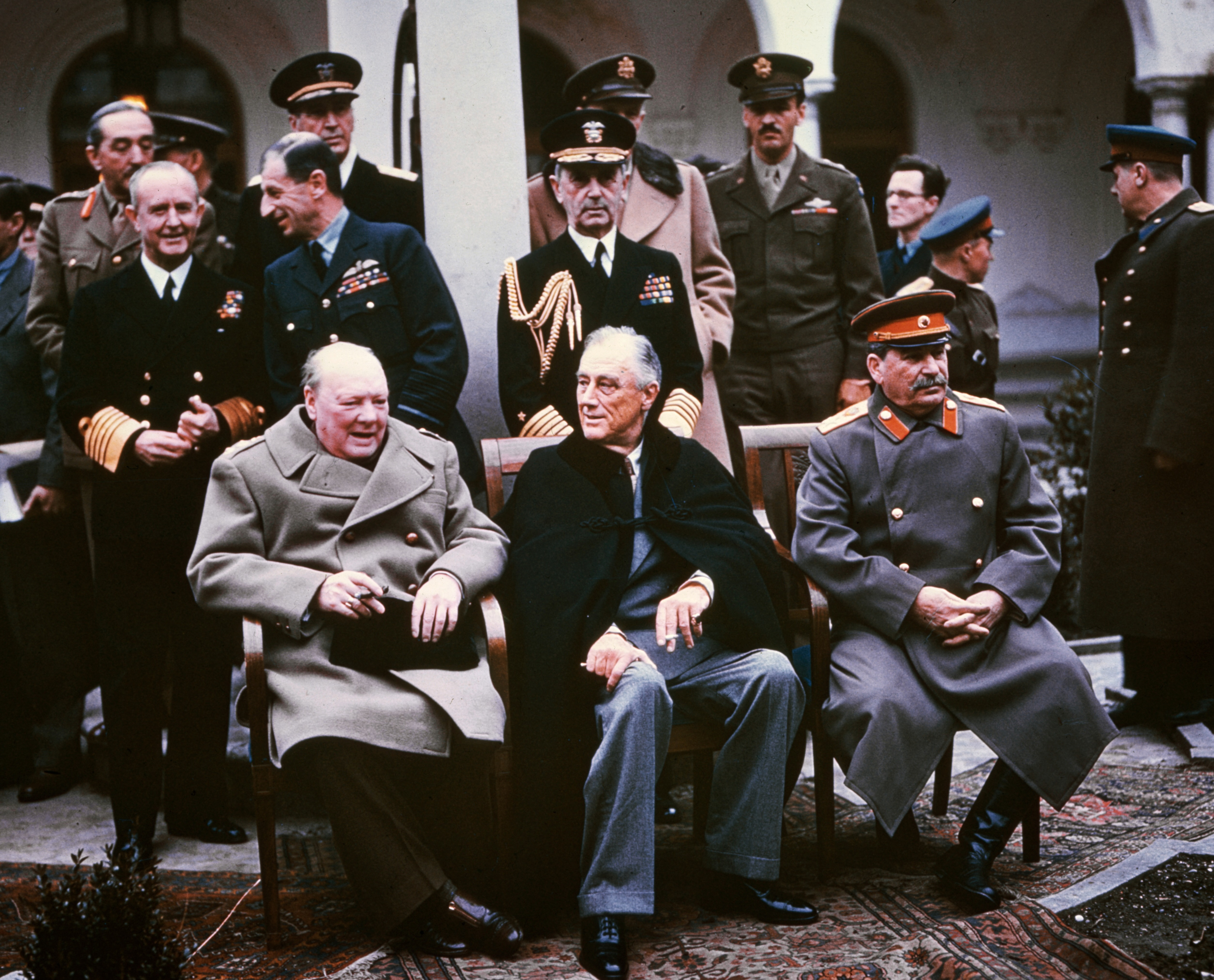
ヤルタ会談で腰掛ける３首脳
左からチャーチル、ルーズベルト、スターリン

早期にアメリカがバルト諸国へのスティムソン・ドクトリンの適用を採択したことで国際法の下での先例が確立された。1940年7月23日における国防次官サムナー・ウェルズの宣言はソ連によって強制されたバルト諸国併合を承認しないことの根拠を定義している。ウェルズの声明にもかかわらず、バルト諸国はすぐに、より大きな強国間の対立の中で手先としての役割を半世紀にわたって繰り返した。1941年から1942年の冬のモスクワを訪問後、イギリスの外相イーデンはすでにバルト諸国を生贄に戦争におけるソ連の協力を確保することを主張している。アメリカへのイギリス大使ハリファックス (Edward Wood) の報告には「イーデンはスターリンを敵に回す危険を冒せない、イギリスの戦時内閣はソ連の1940年の国境を認めるスターリンとの条約の交渉について合意した」とある。1943年までに、ルーズベルトもバルト諸国と東ヨーロッパをスターリンに引き渡した。彼は9月3日のスペルマン枢機卿との会談で「10年あるいは20年でロシア人と上手く暮らすことができることを夢見てヨーロッパの人々はロシア人の支配にひたすら耐えなくてはならない」と発言している。12月1日テヘランでスターリンと会談し、ルーズベルトは「バルト海の3共和国は歴史の中にあり、最近はロシアの一部であったことをよく理解していると話してから冗談のように付け加えたことはソビエト軍がかの地を再占領した時には彼はこの点についてソ連に対して武力に訴えるつもりがないということであった」。1ヶ月後、ルーズベルトはロシアがルーマニア、ブルガリア、ブコビナ、東部ポーランド、リトアニア、エストニア、ラトビアおよびフィンランドを支配することができるとロシアに話したことをオットー・フォン・ハプスブルクに話している。1944年10月9日、チャーチルがモスクワでスターリンに会い、ヨーロッパの戦後の状態がはっきり計画された時点で将来への希望の道が閉ざされた。チャーチルは「終いには私は『我々が数百万人の運命に影響するこれらの問題をそんな配慮のないやり方で決着をつけたと見られれば利己的としか思われないのではないか？書類を焼こう。』と言うと、スターリンは『いや、君が持っていてくれ』と言った」と述べている。ヨーロッパの将来を決定したと広く信じられている1945年2月のヤルタ会談では、基本的にチャーチルとルーズベルト両名のソビエトによる東ヨーロッパ支配への干渉をしないというスターリンとの個人的確約の成文化が行われた。
1975年、アメリカ、欧州諸国とソ連が「調印国は戦後の確立された境界（国境という言葉を避けている）を尊重しなくてはならない」とするヘルシンキ宣言に署名した時、ソ連に対して何らかの有効な干渉を求めるバルト諸国側の望みは消された。アメリカ合衆国などは、ソビエトによるバルト諸国併合を承認しない立場を続けた。今から見れば、バルト諸国の最終的な独立と国境の回復は人権と民族自決を支持したその宣言の正当性を立証していると解釈されているが、ソ連にとってはオーデル・ナイセ線とモルドバ・バルト諸国の両併合を含めた戦後の国境変更を確定した明らかな勝利であった。

### ロシア連邦の政治的立場
ペレストロイカの開始とそのソビエト史の再評価により、ソ連最高会議は1989年に東ヨーロッパの分割とバルト三国の占領につながったナチス・ドイツとソ連の間に結ばれた1939年の独ソ不可侵条約の秘密議定書を非難した。
この動きはバルト諸国におけるソ連の行為が「占領」であるとは言明していないが、ソ連崩壊の過程においてロシア・ソビエト連邦社会主義共和国とリトアニア共和国は後の合意の中でそう断言した。ロシアは1991年7月29日のロシア・ソビエト連邦社会主義共和国とリトアニア共和国の国家間関係の基礎に関する条約の前文においてソ連はリトアニアの主権を侵害した1940年の併合の結果を除かねばならないと断言し、ソ連はリトアニアを「占領」したと認めている。
最も有力なポスト・ソビエト・コンセンサスは、ソビエトによるバルト諸国占領が違法、つまりバルト三国政府の公式の立場を支持する欧州人権裁判所、欧州連合、アメリカ合衆国による宣言である。
一方、ロシアの現在の公式立場は、以前のリトアニアとの関係改善の方向と全く矛盾する。ロシア連邦政府と当局者はバルト諸国の併合は合法的だったこと、ソ連がナチスからそれらの国々を解放したことを主張している。彼らは、協定とバルト海の共和国諸国政府との合意に従い1940年にソ連の部隊がバルト諸国に入ったと主張している。彼らの見解は、ソ連は戦争状態ではなかったこと、バルト三国の領土についての戦闘行為がなされていなかったことから言葉としての「占領」は使用できないというものである。ロシア外務省は「ソ連による『占領』についての主張と関連するいくつかの別の主張は全ての法律的、歴史的および政治的現実を無視し、それゆえ全く根拠がないことである」と説明している。現在、一部の歴史家の間ではクレムリンが超国家主義を進め、ソビエトの過去を粉飾することを目論んでいるという懸念が持たれている。

### ペレストロイカ以前におけるソビエト側の公式見解
ソ連のバルト諸国への侵略と占領に繋がった1939年の独ソ不可侵条約の秘密議定書をソ連が非難する前の、つまりペレストロイカの時代に始められたソ連国内におけるソビエト史の再評価に到るまでの経緯。
ペレストロイカ前のソビエトの情報によると1939年の事件は以下の通りである。
ソ連政府はバルト諸国に国家間の相互援助条約を締結することを提案した。働く人々からの圧力がバルト諸国政府にこの提案を受け入れさせる。ソ連による限定された数の赤軍部隊のバルト諸国内での駐留を認める相互援助協定はそうして調印された。経済的困窮およびその協定の遂行を妨害したバルト諸国政府の政策やナチス・ドイツに向いていたバルト諸国政府の政治的方向に対する民衆の不満が1940年6月の革命の状況に繋がる。協定の遂行を保証するために追加の軍隊がバルト諸国に入るとバルト諸国政府の退陣を求める労働者たちに歓迎された。6月には共産党の指導により労働者による政治的なデモが行われる。独裁政権は倒され、労働者の政府が成立した。1940年7月、バルト諸国の議会選挙が行われる。共産党の先導により結成された「働く人々の連盟」が大部分の票を受取った。議会はバルト諸国におけるソビエト勢力の回復宣言を採択し、ソビエト社会主義共和国を宣言。ソ連に加わりたいというエストニア、ラトビアおよびリトアニアの要望の宣言は採択され、続いてソ連の最高ソビエトに請願され、その要求はソ連の最高ソビエトで承認された。

### ソ連・バルト諸国関係に影響した条約
1940年までソ連とバルト諸国間で有効であった条約
バルト諸国が休戦協定に調印し、独立を宣言した後、1918年末ボルシェビキ・ロシアが侵攻した。イズベスチヤ紙の1918年12月25日発行の紙面には:「エストニア、ラトビアとリトアニアは、まさにロシアから東ヨーロッパへの道の上にあり、それゆえ我々の革命の障害である...この分離をもたらしている壁は破壊されなくてはならない」とある。しかし、ボルシェビキ・ロシアはバルト諸国を支配することはなく、1920年にはバルト三国全部と平和条約をまとめた:

#### 平和条約
- エストニア、1920年2月2日のタルトゥ条約[117]
- リトアニア、1920年7月12日のソビエト・リトアニア平和条約 (Soviet–Lithuanian Peace Treaty) [118]
- ラトビア、1920年8月11日のリガ条約[119]

これらの条約の中でボルシェビキ・ロシアは以前ロシアに属していたこの3民族と領地を統治する主権全てを「永遠に」放棄した。

#### 不可侵条約
続いてソ連の主導により追加的に不可侵条約がバルト三国全てと結ばれた:
- リトアニア、1926年9月28日[122]
- ラトビア、1932年2月5日[123]
- エストニア、1932年5月4日[124]

調印国は相手に対する攻撃行為、および領土の統一性と不可侵あるいは相手の政治的独立に対する暴力行為をしないことを約束。その上、調印国は外交的に解決できなかった問題全てを、原因に関わらず合同委員会の公式の調停に提出することに同意した。

#### 不戦条約とリトビノフ協定
1928年8月27日、国策の手段としての戦争を否定した不戦条約がアメリカ、ドイツ、ベルギー、フランス、イギリス、インド、イタリア、日本、ポーランドおよびチェコスロバキア共和国によって採択された。
この採択後の1929年2月9日、ソ連は隣国のエストニア、ラトビア、ポーランドおよびルーマニアとその条約の遵守を確保する議定書に調印（リトビノフ協定 (Litvinov's Pact) も参照）。同年4月5日に、リトアニアは条約と議定書への遵守を宣言。調印において調印国は次の点で合意を得た。
- 紛争を解決するために戦争に頼ることを非難し、政策の手段としての戦争を放棄すること、および
- 全ての紛争と論争は平和的手段で解決されること[127]。

これらの議定書への遵守の確認(その協定がまだ批准されていない時期であった)とその協定への遵守を示す書類を添えた合同申請により、エストニア、ラトビア、リトアニアとソ連（ロシアとして記された）は不戦条約が発効した1929年7月24日に同条約への調印国になった。

#### 侵略の定義のための会議
1933年7月3日、ロンドンのソビエト大使館においてソ連と他の国々がいる中でバルト諸国により調印された拘束力のある条約において歴史上初めて侵略が定義された。
第二条が侵略の形態を定義している。「以下の行動のうちの1つを初めて行った国家が侵略者として認められるべきである」:
- 第一、他国に対する宣戦布告
- 第二、宣戦布告がない場合でも他国の領土の軍隊による侵略
- 第三、宣戦布告がない場合でも他国の領土、船舶、あるいは航空機に対する陸軍、海軍あるいは空軍による攻撃
- 第四、他国の海岸あるいは港の海上封鎖
- 第五、その領土内で組織され、他国の領土を侵略すると見られる武装集団の支援;あるいは侵略された国家の要求にもかかわらず前述の武装集団に対する援助あるいは保護をまったく与えないための全ての処置を自身の領土で実行することの拒否

侵略の定義である第二条のための会議はそれから次のようにコメントした。「政治的、軍事的、経済的あるいは他に考慮されるべきことがないことが第二条の中で言及される侵略ということへの抗弁あるいは正当化になりえる」 そして第三条の附則が近隣の国家への干渉の考えうる理由を列挙する一方、それは次のことを規定している。「当会議は上記のリストに含まれる状況の中で暗示されうる国際法のいかなる違反もけっして正当化するものではないことと認めることに調印国はさらに合意している。」

#### 相互援助協約
相互援助協約はバルト諸国の主権を肯定した。1939年10月5日に調印されたラトビアとの相互援助協約を例とすればその協約の第五条は次のように宣言している:「現在の協約の強化は調印する国の主権を損なうことは全くなく、特に彼らの政治機構、経済と社会システム、および軍事手段に関してはなおさらである」

#### ソ連が1940年から1945年の間に調印した条約
ソ連は1941年9月24日にロンドンで調印された決議により1941年8月14日の大西洋憲章に加わる。決議は次のことを決定した:
- 「第一、各国は強国化、領土などを求めない;
- 「第二、各国は関係する民族の自由に表された願望と一致しない領土の変更を見ることがないことを要求する;
- 「第三、各国は全ての民族は彼らがその下で暮らす政府の形を選択する権利を尊重する; さらに各国は主権および自らの政府が強制的に奪われていた人々に返還されたそれらを見ることを望む。..."[133]

最も重要なことは、1941年11月6日にスターリンが個人的に大西洋憲章の原則支持を再度表明したである:
| 「 | 我々はそれがヨーロッパの民族と領土なのか、あるいはアジアの民族と領土なのかにかかわらず、他国の領土の獲得と他国民の支配のような戦争目的のいかなるものも持たず、持つこともできない.... 我々の援助を待っているヨーロッパのスラブ人および他の奴隷化された民族に我々の意思および体制の強制といった戦争目的を持たず、持つこともできない。 我々の援助の中身はヒトラーの専制政治からの解放をもとめて戦っているこれらの民族の支援、それから彼らの望むように彼らが自由に彼ら自身の領土を統治する準備である。他の国々の国内問題に関する限り不干渉。 | 」 |

その直後、ソ連は大西洋憲章の遵守を再確認する1942年1月1日の連合国共同宣言に署名した。
ソ連は1945年2月4日から11日の解放後のヨーロッパに関するヤルタ宣言に署名し、その中でスターリン、チャーチルおよびルーズベルトは、大西洋憲章の原則である「自らがそのもとで生きる政府の形を選択するという全ての民族の権利、侵略国によって主権および自らの政府が強制的に奪われた人々へのそれらの返還」に従ってヨーロッパの秩序の回復を宣言した。ヤルタ宣言はさらに次のように述べている。「解放された民族が彼らの権利を行使することができる状況を促進するため、3国の政府は共同で...その中で必要に応じ自由投票の実施を容易にする」
最終的に、ソ連はその第一条第二部において、その1つの「国連の目的は民族の等しい権利と自らの政府の原則の尊重に基づく国家間における友好関係を進展すること」と述べている国連憲章に1945年10月24日署名した。

## 時系列
- 1939年8月23日、ドイツとソビエト連邦により独ソ不可侵条約締結。
- 1939年8月25日、イギリス・ポーランド共同防衛条約締結、このためヒトラーは翌日のポーランド侵攻を延期[136]。
- 1939年9月1日、ドイツ軍がポーランド侵攻 (第二次世界大戦始まり)
- 1939年9月3日、イギリス、フランスなどがドイツに対して宣戦布告 (まやかし戦争)
- 1939年9月4日、フランス・ポーランド軍事同盟更新
- 1939年9月14日、ポーランド潜水艦オジェウがタリンに入港し、乗員が拘束される。
- 1939年9月17日、ソ連軍がポーランド侵攻。イギリス、フランスは宣戦布告せず
- 1939年9月18日、ポーランド潜水艦オジェウがタリンを脱出し、イギリスに向う
- 1939年9月22日、ソ連軍によりポーランドの都市ヴィリニュス陥落
- 1939年9月24日、ソ連はオジェウ事件を口実にエストニアに相互援助条約とエストニア国内に軍事基地を設立することを要求
- 1939年9月28日、エストニアはソ連の基地を受諾
- 1939年9月28日、モロトフ・リッベントロップ条約がドイツ・ソビエト境界友好条約に基いて修正される; ほとんどのリトアニアがソビエトの勢力範囲になる
- 1939年9月28日、ポーランド首都ワルシャワ陥落
- 1939年10月2日、ソ連はラトビアに相互援助条約とラトビア国内に軍事基地の設立を要求
- 1939年10月5日、ラトビアはソ連の基地を受諾
- 1939年10月5日、ソ連はフィンランドと基地と領土交換の交渉を開始
- 1939年10月10日、リトアニアはソ連の基地を受諾、両国は相互援助条約締結、ソ連はヴィリニュスをリトアニア領に変更
- 1939年10月11日、NKVDはエストニア、ラトビアおよびリトアニアから反ソビエト分子をロシアに追放するために001223命令を出した
- 1939年10月18日、最初の赤軍部隊がエストニアに入る
- 1939年11月13日、フィンランドはソ連の要求を拒否
- 1939年11月30日、ソ連軍のフィンランド侵攻(冬戦争)
- 1939年12月1日、ソビエトのフィンランドにおける傀儡政権であるフィンランド民主共和国がレニングラード近くの国境のテリヨキ郡に設立される
- 1939年12月14日、国際連盟はソ連軍のフィンランド侵攻を理由にソ連を除名[137]。
- 1940年1月29日、ソ連がテリヨキ政府を「忘却」
- 1940年3月13日、冬戦争終結、モスクワ条約締結
- 1940年4月9日、ドイツがデンマークとノルウェーに侵攻
- 1940年6月10日、ドイツがノルウェーを占領
- 1940年6月14日、ドイツにパリ陥落
- 1940年6月14日、ソビエトによるエストニアの空路・海路閉鎖が開始
- 1940年6月14日、タリン発ヘルシンキ行のフィンランド旅客機「カレヴァ」が海上でソ連空軍に撃墜される。
- 1940年6月14日、ソ連はリトアニアに最後通告を渡し、新政府設立と赤軍の自由な駐留を求めた。リトアニア大統領のアンターナス・スメトナは武装して抵抗することを提案したが政府と軍隊のいずれからも支持されず、彼は占領を合法化するために利用されないように国を離れることを決める。
- 1940年6月15日、ソ連はリトアニアを占領した。スメトナ大統領はドイツを手始めにスイス経由で1941年アメリカに逃れ、1944年1月9日、クリーブランドで亡くなる。アンターナス・メルキース首相はソビエトのスメトナを捕えようとする要求に従う。ウラジーミル・デカノゾフがリトアニアの併合作業を監督するためにカウナスに入る。
- 1940年6月16日、同様の最後通告がエストニアとラトビアに渡される
- 1940年6月16日、リトアニア首相アンターナス・メルキース (Antanas Merkys) はアンターナス・スメトナから大統領の地位を奪い、非合法に彼自身を大統領とした
- 1940年6月17日、エストニアとラトビアはソビエトの要求を受け入れ、占領された。リトアニア首相アンターナス・メルキースはユスタス・パレツキスを新しい首相に任命し、辞任すると逮捕された。
- 1940年6月18日、ドイツ兵のノルウェーからスウェーデン領域を通っての移動を認める条約にスウェーデンとドイツが署名
- 1940年6月19日、ヴィリニュスでソビエト軍支持の示威行動実施
- 1940年6月20日、ソ連政府が認めた大臣による新しいラトビア政府が成立
- 1940年6月21日、左翼活動家のみの新しいエストニア政府が成立。ソ連はいくつかの都市で赤軍後援の示威行動を実施
- 1940年6月22日、フランスがナチス・ドイツに降伏
- 1940年7月8日、ドイツの軍需物資のノルウェーと南スウェーデンの港の間の輸送を認める条約にスウェーデンとドイツが署名
- 1940年7月11日、ソ連によって理論的にはまだ独立国家の領土であるリガにバルト軍管区が設置された。
- 1940年7月14日-7月15日、非共産主義者の候補者が非合法化されたり、嫌がらせを受けたり、殴られたりされながらエストニア、ラトビアおよびリトアニアで選挙が行われた。
- 1940年7月17日、リトアニアの臨時大統領アンターナス・メルキースは投獄され、ソ連のサラトフに追放された。彼は1955年3月5日死亡。
- 1940年7月21日-7月23日、エストニアの新しい議会がソビエト形式に沿ってエストニアを変更する
- 1940年7月21日、新しいラトビアのサエイマが広範囲に国有化とソビエト化決議を受け入れる
- 1940年7月22日、ラトビア大統領カールリス・ウルマニス が逮捕されロシアに追放され二度と戻らなかった。1942年9月20日、彼はクラスノヴォツク（現トルクメニスタン共和国トルクメンバシ）の監獄で病死した。
- 1940年7月23日、バルト諸国の外交使節団の代表は、ロンドンとワシントンで彼らの国々のソビエトによる占領と併合に抗議する。
- 1940年7月23日、米国の国防次官サムナー・ウェルズの宣言。アメリカ合衆国は、法律上（デ・ジュリ）バルト諸国の併合の不承認の方針を追求する。他の西側諸国の大部分は同様の立場を1991年のバルト三国の主権回復まで取り続ける。
- 1940年7月30日、エストニア大統領コンスタンティン・パッツ (Konstantin Päts) は、NKVDによって捕えられ、ロシアに追放され1956年1月18日にトヴェリの精神病院で亡くなる[138]。
- 1940年8月3日、ソ連がリトアニアを併合
- 1940年8月5日、ソ連がラトビアを併合
- 1940年8月6日、ソ連がエストニアを併合
- 1940年9月6日、ソ連がハンコとソ連国境間の部隊と物資輸送の権利をフィンランドから得る。
- 1940年9月22日、ドイツがノルウェー北部とボスニア湾の港の区間の部隊と物資輸送の権利をフィンランドから得る。
- 1940年11月12日、ドイツはベルリンにおける交渉でソ連が求めたソ連が意図するままにフィンランドに対することができるとする権利の要求を拒否
- 1940年12月16日、ロシア・ソビエト連邦社会主義共和国の刑法がエストニアにおいて1940年6月21日以前に行われた行為に遡及して適用となる
- 1941年1月10日、ソ連とドイツは、遅くなったラトビアとエストニアからのバルト・ドイツ人の移住について合意
- 1941年6月14日、最初の大規模な追放が行われる。エストニアから1万人、ラトビアから1万5千人およびリトアニアから1万8千人がシベリアに送られる。
- 1941年6月15日、ニューヨーク知事ハーバート・リーマン (Herbert H. Lehman) は、6月15日をバルト三国の日と宣言
- 1941年6月22日、バルバロッサ作戦（ソ連の大祖国戦争）開始、ドイツがソ連に侵攻
- 1941年6月24日- 6月25日、ライネイ虐殺(Rainiai massacre)により投獄されていたリトアニア政治家が処刑される
- 1941年6月25日、ソ連がフィンランド国内のドイツ軍施設のみならずフィンランド固有の施設も空爆、継続戦争勃発
- 1941年7月2日、ソ連は国内で総動員を発表
- 1941年7月4日、エストニアの島々から大規模な国外追放
- 1941年7月7日、ドイツ軍が南エストニアに到着
- 1941年7月9日、ソ連当局は199人の政治犯を処刑してからタルトゥを去る
- 1941年7月10日、ドイツ軍がタルトゥに到着
- 1941年7月17日、リガに行政府が設立され、ヒンリヒ・ローゼが長官に選出される。
- 1941年7月21日、スターリンはソ連の新しい西側の国境に対するウィンストン・チャーチルの建前上の承認を求めたがチャーチルは答えなかった。
- 1941年8月14日、ルーズベルトとチャーチルが大西洋憲章を発表
- 1941年8月31日、ドイツ軍がバルト三国を占領
- 1941年9月20日、ハインリヒ・ヒムラーがエストニア訪問
- 1941年11月25日、米国国務次官サムナー・ウェルズがバルト三国併合を不承認とする米国の政策を再度言明する
- 1941年12月19日、東部占領地域担当のドイツ国務大臣アルフレート・ローゼンベルクは占領地域の18歳から45歳の住民の労働義務を法律化
- 1941年12月、ドイツの占領6カ月足らずの間に千人のエストニアのユダヤ人を含む1万人が投獄されるか処刑された。
- 1942年1月20日、ハイドリヒはヴァンゼー会議でエストニアは「ユダヤ人根絶地域」と宣言
- 1942年2月25日、ドイツ民法がエストニア、ラトビアおよびリトアニアで効力を持つようになるがドイツ系の人々だけに適用される
- 1942年3月16日、ゲッベルスはバルト諸国の人々はドイツが彼らの国民政府再建を許すと信じるほど単純であると日記に書き残している。
- 1942年3月30日、ヒムラーは戦後ドイツ人居留地の設立を含む東部占領地域のドイツ化する計画を提案
- 1942年5月20日、モロトフがロンドン訪問、イギリスはソ連の新しい西側国境の法的な承認を拒否[139]。

## 関連文献
- Mälksoo, Lauri (2000). Professor Uluots, the Estonian Government in Exile and the Continuity of the Republic of Estonia in International Law. en:Nordic Journal of International Law 69.3, 289-316.
- Mälksoo, Lauri (2003). Illegal Annexation and State Continuity: The Case of the Incorporation of the Baltic States by the USSR. Leiden - Boston: Brill. ISBN 9041121773
- Kistler-Ritso Estonian Foundation Museum of occupations of Estonia
- The Occupation museum of Latvia
- Alfred Erich Senn What Happened in Lithuania in 1940?(PDF)
- Leonas Cerskus Crimes of Soviet Communists — Wide collection of sources and links
- Order No 001223:  regarding the Procedure for carrying out the Deportation of Anti-Soviet Elements from Lithuania, Latvia, and Estonia. — Full text, English
- GULAG 113 — Canadian film about Estonians mobilized into the Red Army 1941 and forced into labour in the GULAG
- Non-Recognition in the Courts: The Ships of the Baltic Republics by Herbert W. Briggs. In The American Journal of International Law Vol. 37, No. 4 (Oct., 1943), pp.585–596.
- The Soviet Occupation of the Baltic States, by Irina Saburova. In en:Russian Review, 1955
- Crimes of Communism: Communist occupation and its end in Estonia by en:Mart Laar
- Soviet Aggression Against the Baltic States by (Latvian Supreme Court justice) Augusts Rumpeters — Short and thoroughly annotated dissertation on Soviet-Baltic treaties and relations. 1974. Full text
- The Steel Curtain, タイム (雑誌), April 14, 1947
- The Iron Heel, タイム (雑誌), December 14, 1953